# Reuben Archer Torrey

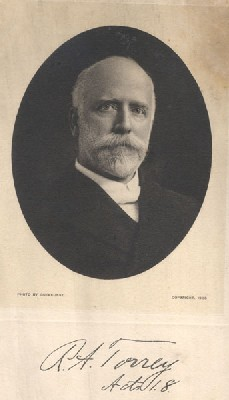
Reuben Archer Torrey

Reuben Archer Torrey (* 28. Januar 1856 in Hoboken, New Jersey, USA; † 26. Oktober 1928 in Biltmore Forest, North Carolina, USA) war ein US-amerikanischer Erweckungsprediger und Theologe. Er ist bekannt geworden als Superintendent des Bible Institute of Chicago und als Herausgeber der Buchreihe The Fundamentals und des Nachschlagewerkes Treasury of Scripture Knowledge.

## Leben
Torrey war der Sohn eines Anwalts und Bankiers und wuchs in besten Verhältnissen in einem christlichen Elternhaus auf. Er studierte an der Yale University, um Anwalt zu werden. Er bekehrte sich gegen Ende seines Studiums 1879 und wechselte an die Yale Divinity School, anstatt das geplante Studium zu beenden. In dieser Zeit begann er auch, beeinflusst vom Evangelisten und Prediger Dwight Lyman Moody, mit seiner persönlichen Evangelisationsarbeit. Bereits 1878 wurde er als Pastor der kongregationalistischen Kirche in Garrettsville in Ohio ordiniert, wo er bis 1882 blieb. Weitere Studien folgten 1882 bis 1883 an den deutschen Universitäten Leipzig und Erlangen, wo er Franz Delitzsch und Theodor Zahn als Lehrer hatte. Torrey war ein ausgezeichneter Student, der zu Beginn seines Studiums ein überzeugter Anhänger der höheren Bibelkritik war, aber während seines Studiums kam er mehr und mehr auf konservativ-orthodoxe Lehren zurück und war dann zeit seines Lebens ein entschiedener Gegner des theologischen Liberalismus.
Nach seinem Studium wurden ihm zwei kongregationalistische Pfarrstellen angeboten, eine in einer reichen Kirche in Brooklyn und eine in einer schwachen und armen Kirche in Minneapolis. Er wählte die Open Door Church, die aus armen Leuten bestand. Er diente 1883 bis 1886 in dieser Kirche und machte eine lebendige Gemeinde daraus. 1887 bis 1889 wirkte er als Pastor in der People's Church und zusätzlich als Sonntagsschullehrer im öffentlichen Bereich, wo Hunderte von Schülern teilnahmen. Er übernahm zusätzlich zu diesen Verpflichtungen 1886 auch die Aufsicht über die Congregational City Mission Society wahr, er beteiligte sich an der International Association of Christian Workers in Chicago und der Christian and Missionary Alliance.
1889 wurde er mit 33 Jahren von Moody als erster Superintendent des evangelikalen Bible Institute of Chicago (heute Moody Bible Institute) in Chicago berufen, das er bis 1908 leitete. Der Erfolg des Instituts wird weitgehend ihm zugeschrieben. Seine Leitung der Schule und seine Teilnahme am evangelistischen Programm der Weltausstellung in Chicago 1893 machten ihn in christlichen Kreisen bekannt. Bei Moodys Tod 1899 wurde Torrey allgemein als der „Prophet Elisa“ gesehen, der Moodys Werk fortführen würde.
Von 1894 bis 1906 leitete er neben dem Institut auch die Chicago Avenue Church (heute: Moody Memorial Church), deren Auditorium mit 2200 Plätzen sich bald füllte. Er organisierte Gebetstreffen in der ganzen Stadt, bildete die Gemeindeglieder in Evangelisation aus und führte die Kirche in einer permanenten Erweckungsatmosphäre. Allerdings arbeitete er nur aufgrund der Aussagen der Heiligen Schrift, an die er vorbehaltslos glaubte, und wandte keine emotionalen Mittel an.
1901 bis 1905 begannen seine weltweiten Evangelisationsreisen in Australien, Indien und England. In London blieb er fünf Monate von Februar bis Juni 1905, seine Veranstaltungen wurden von einer Million Personen aufgesucht. Charles Alexander und Robert Harkness begleiteten ihn als Sänger und Klavierspieler. In jeder Stadt, die er besuchte, rief er die Zuhörer zum christlichen Glauben auf, worauf sich jeweils viele bekehrten, in London waren es um die 17000 Personen.
1908 gründete er die Montrose Bible Conference in Montrose in Pennsylvania. Neben Torrey kamen etliche evangelikale Führerpersönlichkeiten dorthin, um im Saal vor 3000 Personen zu predigen.
1914 übernahm er die Herausgabe der Fundamentals-Serie mit 12 Broschüren, die die evangelikale Bewegung entscheidend prägten.
1912 bis 1924 leitete er in Los Angeles das Los Angeles Bible Institute (heute Biola University), wo er unter anderem den Radioevangelisten und Seminargründer Charles Edward Fuller ausbildete. Daneben gründete er die Church of the Open Door, der er bis 1924 vorstand.
Nach seinem Tod 1928 wurde er auf dem Areal des Montrose Bible Conference in Montrose begraben.

## Familie
Am 22. Oktober 1879 heiratete Torrey in Garrettsville Clara Smith. Sie hatten zusammen fünf Kinder: Edith (* 8. November 1880), Blanche, Reuben, Elizabeth und Margaret (* 16. Februar 1893).

## Werke
Torrey verfasste über 40 Bücher in Englisch, die in mehrere Sprachen übersetzt wurden und von denen einige bis heute neue Auflagen erlebten. Folgende Bücher wurden ins Deutsche übersetzt:
- Gefäße, dem Hausherrn bräuchlich. Wer Seelen gewinnt, ist weise. Drei Ansprachen. Verlags-Buchhandlung Bethel 1910.
- Geisteskraft und Geistesfülle. Verlags-Buchhandlung Bethel 1947.
- Wie werde ich ein ganzer Christ? Verlags-Buchhandlung Bethel 1947.
- Die Gebete der Heiligen. Oncken 1948.
- Seelen gewinnen. Verlags-Buchhandlung Bethel 1952.
- Wie finde ich Frieden mit Gott? Verlags-Buchhandlung Bethel 1952.
- Wie lernen wir unsere Bibel kennen. Majer 1955 (5. Auflage).
- Das Werk des Heiligen Geistes. Verlags-Buchhandlung Bethel 1956.
- Lebensfragen der Gemeinde Jesu Christi. Was unentbehrlich ist. Missionsverlag für Urchristliche Botschaft 1966.
- Der Heilige Geist. Sein Wesen und Wirken. Elmer Klassen 1967; Herold 1971–2011 (viele Auflagen).
- Die Macht des Gebets; und das Beten in Vollmacht. Herold 1971 und 1993, ISBN 978-3-88936-005-2.
- Geisteskraft und Geistesfülle.
- Sei bereit für die Ewigkeit!, Herold, 1987, ISBN 978-3-88936-062-5.

Einige seiner Werke sind online verfügbar:
- The fundamental doctrines of the Christian faith.
- Why God Used D. L. Moody (Memento vom 12. Mai 2008 im Internet Archive) (Biografie von Dwight Lyman Moody),
- The Deity of Jesus Christ.
- Treasury Of Scripture Knowledge.